# بزرگ‌دهان‌ریختان
بزرگ‌دهان‌ریختان (نام علمی: Macrostomorpha) نام یک فراراسته از رده موجک‌ویسان است.